# Duquesne, Pennsylvania
Duquesne là một thành phố thuộc quận Allegheny, tiểu bang Pennsylvania, Hoa Kỳ. Năm 2010, dân số của thành phố này là 5565 người.